# سايمون غابرييل
سايمون غابرييل (25 يوليو 1990 في ساو باولو في البرازيل – )؛ هو لاعب كرة قدم كان يلعب كلاعب وسط.

## وصلات خارجية
- سايمون غابرييل على موقع Soccerway.com (الإنجليزية)